# ジャンプコーポレーション
株式会社ジャンプコーポレーション（英: JUMP CORPORATION INC.）は、日本のテレビ番組・ラジオ番組に関する企画・制作およびタレント・文化人・放送作家のマネジメントを行っている映像制作会社である。

## 概要
1995年に株式会社メッシュ・クリエイティブ（当時）所属のTVプロデューサーだった松本直規がクリエイターオフィスとして、ジャンプコーポレーションを創立させる。近年は所ジョージが出演する番組の制作協力で携わる番組が多い。

## 所属スタッフ
- 松本直規（会長／チーフプロデューサー）
- 関秀章（企画顧問／構成作家）
- 元木伸一（常務取締役／プロデューサー）
- 山本三四郎（常務取締役／プロデューサー）
- 芦田政和（代表取締役社長／プロデューサー、演出）
- 古原幸一（取締役／プロデューサー、演出）
- 一丸拓之（取締役／プロデューサー）
- 山下和之（ディレクター）
- 国澤恵介（ディレクター）
- 藤極忠晴（ディレクター）

## 主な制作番組

### テレビ

#### 現在
- るてんのんてる（読売テレビ制作、関西ローカル）
- 健康カプセル!ゲンキの時間（CBC制作、TBS系列全国ネット）
- 所さんの世田谷ベース（BSフジ、衛星放送）
- 情熱大陸（毎日放送制作、TBS系列全国ネット）※イレギュラー
- 世界一周 魅惑の鉄道紀行（BS-TBS、衛星放送）
- 梅沢富美男と東野幸治のまんぷく農家メシ（NHK BSプレミアム、衛星放送）
- 所さんお届けモノです!（毎日放送制作、TBS系列全国ネット）
- ヒャッキン!〜世界で100円グッズを使ってみると?〜（テレビ東京系列全国ネット）※イレギュラー
- 所&林修のポツンと一軒家（ABC制作、テレビ朝日系列全国ネット）
- 新説!所JAPAN→所JAPAN（関西テレビ制作、フジテレビ系列全国ネット）
- 昭和のクルマといつまでも（BS朝日、衛星放送）

#### 過去
TBS系列
- 所さんの20世紀解体新書（全国ネット）
- あったか生活!秘伝!カテイの魔法（毎日放送制作、全国ネット）
- 夢の扉 〜NEXT DOOR〜（全国ネット、イレギュラー）
- まちウケ!（毎日放送制作、関西ローカル）
- ちりちりドクモちゃん（毎日放送制作、関西ローカル）
- ランキンの楽園（毎日放送制作、全国ネット）
- チェック!ザ・No.1（毎日放送制作、全国ネット）
- 元気家族テレビ となりのマエストロ（毎日放送制作、全国ネット）
- 週刊!健康カレンダー カラダのキモチ（CBC制作、全国ネット）
- 所さんのニッポンの出番!（全国ネット）

フジテレビ系列
- 発掘!あるある大事典（関西テレビ制作、全国ネット、イレギュラー）

テレビ朝日系列
- たけしの万物創世紀（ABC制作、全国ネット、イレギュラー）
- 近未来×予測テレビ ジキル&ハイド（ABC制作、全国ネット、イレギュラー）
- 大改造!!劇的ビフォーアフター（ABC制作、全国ネット）
- 奇跡の地球物語〜近未来創造サイエンス（全国ネット）
- 人生で大事なことは○○から学んだ（ABC制作、全国ネット）

テレビ東京系列
- 竹山先生?（関東ローカル）
- 世界を変える100人の日本人! JAPAN☆ALLSTARS（全国ネット）
- 仰天クイズ! 珍ルールSHOW（全国ネット）
- サキよみ ジャンBANG!（全国ネット）

衛星放送
- 小林麻耶の本に会いたい（BSジャパン）

### ラジオ
- 細川護熙 この人に会いたい（TBSラジオ）